# Vasile Popovici (compozitor)
Vasile Popovici (n. 21 ianuarie 1900, Vărzărești, Orhei – d. 3 iulie 1973, Iași) a fost un compozitor român, profesor de muzică la Conservatorul din Iași și secretar al Uniunii Compozitorilor din România. Cunoscut și ca Vasile Popovici-Ieșeanu.

## Biografie
Vasile Popovici s-a născut pe 21 ianuarie 1900 la Vărzărești, Orhei.
Studiază la Școala de dirijori de cor din Odesa (1917) cu N. Marțenko, la Conservatorul din Iași (1918-1921) cu Antonin Ciolan (contrapunct, fugă) și la Schola Cantorum din Paris⁠(fr)[traduceți] (1927-1930) cu Amédée Gastoué⁠(fr)[traduceți] (cant gregorian), Paul Le Flem⁠(fr)[traduceți] (contrapunct), Vincent d'Indy (compoziție, orchestrație).
Între anii 1921-1923, 1925-1926, este profesor de teorie la Conservatorul din Iași, dirijor al Capelei române „Cântarea Moldovei” din Paris (1927-1930).
Profesor de cant gregorian și orgă la Academia de Muzică Religioasă din București (1932-1936), profesor de teorie și istorie a muzicii la Conservatorul Municipal din Chișinău (1935-1940). În 1936, organizează și conduce Societatea muzicală „Cântarea Moldovei” din Iași.
Devine consilier muzical la Radio București (1940-1959) și profesor suplinitor la catedra de istorie a muzicii și orgă a Conservatorului din București (1943-1949). A fost membru al Societății Compozitorilor Români (1938) și secretar al Uniunii Compozitorilor din Romania (1960-1964). A compus o multitudine de creații corale, vocale și a continuat tradiția dirijorală a lui Gavriil Musicescu.

## Distincții
- Ordinul Muncii clasa a III-a (13 octombrie 1953) pentru contribuția sa la „munca de pregătire și desfășurare a celui de-al IV-lea Festival Mondial al Tineretului și Studenților pentru Pace și Prietenie⁠(d)”[3]
- Ordinul „Meritul Cultural” clasa a IV-a (25 decembrie 1967) „pentru merite deosebite în opera de construire a socialismului, cu prilejul celei de-a XX-a aniversări a proclamării Republicii”[4]
- Premiul de Stat (1953) și Ordinul Meritul Cultural, cl. II (1970).

### Studii de folclor
- „Cântecul popular la Copanca”, Buletinul Institutului de cercetări sociale al Romaniei, vol. II, București, 1938.

## Elevi
Dumitru Capoianu, G. Carp, Nicolae Călinoiu, N. Ciocoiu ș.a.

## Iconografie
Florea, V., Vasile Popovici (bustul de la mormiit, 1974).